# Callum McCowatt
Callum William McCowatt (Auckland, 30 aprile 1999) è un calciatore neozelandese, attaccante del Silkeborg e della nazionale neozelandese.

## Caratteristiche tecniche
È un'ala destra.

## Carriera

### Club
Ha giocato nella prima divisione neozelandese e nella seconda divisione danese.

### Nazionale
Con la nazionale Under-20 neozelandese ha preso parte al Campionato mondiale di calcio Under-20 2017 ed al Campionato mondiale di calcio Under-20 2019. Sempre nel 2019 ha anche esordito in nazionale maggiore.

## Palmarès

### Club

#### Competizioni nazionali
- Campionato neozelandese: 2

Auckland City: 2017-2018
Eastern Suburbs: 2018-2019
- Coppa di Danimarca: 1

Silkeborg: 2023-2024

#### Competizioni internazionali
- OFC Champions League: 1

Auckland City: 2017

### Individuale
- Capocannoniere del campionato neozelandese: 1

2018-2019 (16 gol)